# Episodi di Grantchester (ottava stagione)
L'ottava stagione della serie televisiva Grantchester, composta da 6 episodi, è stata trasmessa in prima visione sul canale americano PBS dal 9 luglio al 6 agosto 2023. Nel Regno Unito, la stagione è stata trasmessa sul canale britannico ITV dall'11 gennaio al 15 febbraio 2024. In Italia è stata trasmessa su Giallo dal 20 febbraio al 5 marzo 2024.
| nº | Titolo originale | Titolo italiano | Prima TV Regno Unito | Prima TV Stati Uniti | Prima TV Italia  |
| -- | ---------------- | --------------- | -------------------- | -------------------- | ---------------- |
| 1  | Episode 1        | Episodio 1      | 11 gennaio 2024      | 9 luglio 2023        | 20 febbraio 2024 |
| 2  | Episode 2        | Episodio 2      | 18 gennaio 2024      | 16 luglio 2023       | 20 febbraio 2024 |
| 3  | Episode 3        | Episodio 3      | 25 gennaio 2024      | 23 luglio 2023       | 27 febbraio 2024 |
| 4  | Episode 4        | Episodio 4      | 1º febbraio 2024     | 30 luglio 2023       | 27 febbraio 2024 |
| 5  | Episode 5        | Episodio 5      | 8 febbraio 2024      | 6 agosto 2023        | 5 marzo 2024     |
| 6  | Episode 6        | Episodio 6      | 15 febbraio 2024     | 6 agosto 2023        | 5 marzo 2024     |